# Luna 21
Luna 21 (série Ye-8) (aussi appelé Lunik 21) est une mission spatiale non habitée, ainsi qu'un vaisseau spatial, du programme soviétique Luna lancée en 1973. Le vaisseau spatial a atterri sur la Lune et déployé le deuxième rover lunaire soviétique, Lunokhod 2.

## Caractéristiques de la mission
Les principaux objectifs de la mission étaient de recueillir des images de la surface lunaire, d'examiner les niveaux de lumière ambiante afin de déterminer la faisabilité d'observations astronomiques depuis la Lune, d'effectuer des expériences sur la distance Terre-Lune avec un reflecteur-laser de fabrication française, d'observer les rayons X solaires, de mesurer les champs magnétiques locaux et d'étudier les propriétés mécaniques des matériaux constituant la surface lunaire.
- lanceur Proton-K/D
- Date de lancement/Heure : 8 janvier 1973 à 06:55:38 UTC
- Masse sèche en orbite : 4 850 kg
- Masse de Lunokhod 2 : 480 kg

## Déroulement de la mission
Luna 21 transportait le deuxième rover lunaire soviétique, Lunokhod 2, et a décollé moins d'un mois après le dernier alunissage des missions Apollo. Luna 21 est mis sur une orbite d'attente, suivie d'une injection trans-lunaire. Le 12 janvier 1973, Luna 21 a été freiné et placé sur une orbite 90 × 100 km autour de la Lune, à 60° d'inclinaison. Les 13 et 14 janvier, le perilune a été abaissé à 16 km d'altitude. Le 15 janvier, après 40 orbites, une rétrofusée a été allumée à 16 km d'altitude, et l'engin est ensuite parti en chute libre. À une altitude de 750 mètres, le moteur principal s'est allumé, ralentissant la chute jusqu'à ce qu'une hauteur de 22 mètres soit atteinte. À ce stade, le moteur principal s'est éteint et les propulseurs secondaires ont été allumés, ralentissant la chute jusqu'à ce que l'atterrisseur soit à 1,5 mètre au-dessus de la surface. Le moteur s'est ensuite coupé. L'atterrissage s'est produit à 23:35 UT dans le cratère Le Monnier à 25.85°N, 30.45°E, entre la Mare Serenitatis ("mer de la Sérénité") et les Montes Taurus. L'atterrisseur transportait un bas-relief de Vladimir Lénine et un blason soviétique.
Moins de trois heures plus tard, à 01:14 UT le 16 janvier, le rover est descendu sur la surface lunaire. Lunokhod 2, 840 kg, est une version améliorée de son prédécesseur, équipée d'une troisième caméra de télévision, d'un système de traction à huit roues amélioré et d'autres instruments scientifiques. Dès la fin de son premier jour lunaire, Lunokhod 2 avait déjà voyagé plus loin que Lunokhod 1 durant l'intégralité de sa durée de vie. Pendant la première nuit lunaire, des expériences d'écho laser ont été réalisées, la station américaine de Fort Davis obtint dix échos. Le 9 mai, le rover a roulé par inadvertance dans un cratère et ses panneaux et radiateurs se sont recouverts de poussière ce qui perturba la température dans le véhicule. Les tentatives pour sauver le rover ont échoué et le 3 juin, l'agence soviétique TASS a annoncé que sa mission était terminée. Avant son dernier contact, le rover avait pris 80 000 images TV et 86 photos panoramiques et avait effectué des centaines d'études mécaniques et chimiques du sol. 
Les Soviétiques ont révélé plus tard que lors d'une conférence sur l'exploration planétaire à Moscou, du 29 janvier au 2 février 1973 (soit après l'atterrissage de Luna 21), qu'un scientifique américain a donné des photos de la surface lunaire autour du site d'atterrissage de Luna 21 à un ingénieur soviétique chargé de la mission Lunokhod 2. Ces photos, prises avant l'atterrissage d'Apollo 17, ont été utilisées plus tard par le "pilote de l'équipe" pour diriger le nouveau rover durant sa mission sur la Lune.

## Propriété actuelle
Luna 21 et Lunokhod 2, toujours sur la Lune, ont été achetés par Richard Garriott en décembre 1993 lors d'une vente aux enchères du groupe Sotheby's à New York.